# Efterklang
Efterklang est un groupe de rock indépendant danois, originaire de Copenhague. Formé en décembre 2000, le groupe enregistre trois albums studio dans les années 2000, et est actuellement sous contrat avec le label 4AD, ainsi que sous leur propre label Rumraket.
En 2012, ils sortent leur quatrième album Piramida, et effectuent une tournée européenne à l'automne.

## Biographie

### Formation et débuts (2001–2011)
Le mot Efterklang signifie « réverbération » en danois. Formé à Copenhague, ses quatre membres principaux sont Casper Clausen, Mads Brauer, Thomas Husmer, et Rasmus Stolberg. La formation originale comprend également Rune Mølgaard, mais il prend un rôle plus reculé à partir de 2007. Sur scène en concert, le groupe est accompagné de trois à quatre musiciens supplémentaires. En 2004, Efterklang publie son premier album Tripper qui est acclamé par la critique lors de sa sortie,.
Leur deuxième album Parades, paraît en octobre 2007 : il est loué Mojo, Uncut, Drowned in Sound, et le magazine anglais Stylus. En septembre 2008, Efterklang et The Danish National Chamber Orchestra donnent plusieurs concerts à Copenhague, l'un d'entre eux est capté pour une sortie DVD. En septembre 2009, Efterklang signe un contrat avec le label 4AD. Leur troisième album Magic Chairs sort en février 2010. Il est mixé par Gareth Jones, qui est connu pour avoir travaillé précédemment avec Depeche Mode, Nick Cave et Grizzly Bear. Au début de 2011, Magic Chairs est sacré "Album européen indépendant de l'année" par Impala. Magic Chairs reçoit aussi un bon accueil du site influent Pitchfork.
En 2011, le batteur et trompettiste Thomas Husmer quitte le groupe et les trois autres membres annoncent la préparation d'un nouvel album.

### Piramida(depuis 2012)
En 2012, le groupe part en tournée pour présenter sur scène leur quatrième album Piramida accompagné d'un orchestre et du batteur Budgie de Siouxsie and the Banshees comme invité spécial pour les concerts. En juin, la première au Sydney Opera House est saluée par les magazines Time Out et Mojo. Une tournée européenne a lieu en automne pour coïncider avec la sortie de Piramida. Le groupe donne un concert notable en novembre à l'AB de Bruxelles avec un orchestre symphonique. Lors de sa sortie en septembre, l'album Piramida a reçu de bonnes critiques. BBC music note que « rarement ces jeunes gens ont été touchés avec autant de grâce et de façon si touchante». Le magazine anglais Fact explique quant à lui que « Piramida est une ville minière abandonnée située au loin à l'intérieur du cercle polaire arctique. C'est dans cet endroit que Efterklang a enregistré un album réussi. » Q magazine a déclaré que cet album est une « révélation ».
Le groupe entame la tournée de Piramida en 2012 avec un autre batteur et un autre ensemble à leurs côtés. Affichant complets lors de leurs concerts en France le 12 décembre à Strasbourg et le 13 décembre à Paris, ils revinrent dans l’hexagone au Trabendo le 26 avril 2013 et au Festival la Route du Rock le 16 août 2013.

## Membres

### Membres actuels
- Casper Clausen - voix, divers instruments
- Rasmus Stolberg - guitare basse, guitare, divers instruments
- Mads Brauer - machines

### Anciens membres
- Thomas Kirirath Husmer - batterie, trompette, voix
- Rune Fonseca Mølgaard - piano
- Peter Broderick - violon, chœurs (membre live)
- Anna Brøsted - piano, voix (membre live)
- Niklas Antonson - trombone, chœurs (membre live)
- Frederik Teige - guitare, chœurs (membre live)

## Vidéographie
- 2011 An Island de Vincent Moon
- 2009 Performing Parades avec The Danish National Chamber Orchestra (live)